# Agnäs
Agnäs is een plaats in de gemeente Bjurholm in het landschap Ångermanland en de provincie Västerbottens län in Zweden. De plaats heeft 134 inwoners (2005) en een oppervlakte van 52 hectare. De plaats ligt aan de rivier de Öreälven. Net buiten de plaats ligt de berg Rågberget, op deze berg ligt een kleine skipiste.

## Verkeer en vervoer
Bij de plaats loopt de Länsväg 353.